# Dudich Ákos
Dudich Ákos László (Budapest, 1975. május 9. –) magyar könyvkiadó, író, fordító, szerkesztő, ex-zenei újságíró. 2016-tól a Konkrét Könyvek kiadó tulajdonosa, vezetője.

## Családja
Édesapja Dudich Endre geológus, édesanyja Willi Margit, földrajz-biológia szakos tanár. Nagyszülei Dudich Endre, az állatrendszertan és állatföldrajz egyetemi tanára, Kossuth-díjas akadémikus és Vendl Józsa, magyar-francia szakos középiskolai tanár. 

## Tanulmányok
- 1996–2002 Eötvös Lóránd Tudomány Egyetem: Kulturális antropológia
- 1996–2001 Szegedi Tudományegyetem: Amerikanisztika nyelv és irodalom bölcsész és középiskolai tanári diploma
- 1997–2000 Szegedi Tudományegyetem: Francia szakfordítói diploma
- 1994–2000 Szegedi Tudományegyetem: Francia nyelv és irodalom bölcsész és középiskolai tanári diploma
- 1989–1993 Eötvös József Gimnázium, Budapest
- 1987–1991 École Active Bilingue J-M, kétnyelvű iskola, Párizs

## Munkái
- Jeff Blue: Linkin Park - A csúcsra vezető út (Konkrét Könyvek, 2025)
- Mark Lanegan: Énekelj visszafelé és könnyezz (Konkrét Könyvek, 2025)
- Big Daddy Laca: 30 évem a Kartelben (Konkrét Könyvek, 2024)
- Dudich Ákos – Szemán Ábris: A Beastie Boys intergalaktikus története (Konkrét Könyvek, 2024)
- Dudich Ákos – Oravecz Gergely: A Faith No More képes testamentuma (Konkrét Könyvek, 2020)
- Dudich Ákos – Pritz Péter: ABC 0-24 Nonstop Rock’n’Roll interjúk (Konkrét Könyvek, 2017)
- Dudich Ákos – Jakab Viktor: Undertaking – avagy thrash metal Magyarországon a rendszerváltás idején (Partner Mátrix Kft., 2017)
- Szabálytalan beszélgetések Prieger Zsolttal (Silenos Kft., 2015)
- A Vágtázó Halottkémek életereje – Pótolhatatlan Halhatatlanság! (Silenos Kft., 2011)

### Fordítások
- Anthony Kiedis – Larry Sloman: Scar Tissue: Chili a Sebre (Konkrét Könyvek)
- Iggy Pop: Open Up And Bleed (Cartaphilus)
- Robin Maxwell: A Vad Írek (Tericum)
- Frank B. Linderman: Csinos Pajzs (Tericum)
- Eugene G. Windchy: A darwinizmus vége
- A sarutlan karmeliták regulája
- Joel McIver: Queens of the Stone Age – Senki sem tudja (Silenos)
- Joel McIver: Rage Against the Machine – Frontvonalban (Silenos)
- Rex Brown – Mark Eglinton: A Pantera igaz története – belső szemmel
- Max Cavalera – Joel McIver: My Bloody Roots - A Sepulturától a Soulflyig és azon túl (Konkrét Könyvek)
- Scott Ian – Jon Wiederhorn: A gitáros faszi az Anthraxből (Konkrét Könyvek)
- Al Jourgensen – Jon Wiederhorn: Al Jourgensen elveszett evangéliuma (Konkrét Könyvek)
- Dave Mustaine: Metal Memoár - Mustaine és a Megadeth (Konkrét Könyvek)
- Johnny Ramone: Commando (Konkrét Könyvek)
- Adam Nergal Darski – Mark Eglinton: Egy eretnek vallomásai – A szent és a profán: a Behemoth és ami mögötte rejtőzik (Konkrét Könyvek)
- Roger Miret – Jon Wiederhorn: Lázadásom – Agnostic Front, jellemszilárdság, bátorság, dicsőség (Konkrét Könyvek)
- Fieldy & Laura Morton: Korn – Függőség, hit, gyógyulás (Konkrét Könyvek)
- Charles Alexander Eastman: Indián farkaskölyök (Konkrét Könyvek)
- Michael Badhand: A síksági indiánok kultúrája (Konkrét Könyvek)
- Jeff Wagner: Type O Negative - Soul on Fire (Konkrét Könyvek)
- Zac Crain: Fekete vigyor – Dimebag és a Pantera (Konkrét Könyvek)
- Lou Koller, Pete Koller, Howie Abrams: Vér és verejték – Sick of It All (Konkrét Könyvek)
- Charles Larpenteur: Jó csere, rossz csere (Konkrét Könyvek)
- Ice-T – Douglas Century: Ice-T – Egy gengszter útja Hollywoodig (Konkrét Könyvek)